# Lieben Sie Brahms?
Lieben Sie Brahms? (Originaltitel: Goodbye Again) ist ein französisch-amerikanischer Film des Regisseurs Anatole Litvak aus dem Jahr 1961 basierend auf dem Roman Lieben Sie Brahms... (Originaltitel: Aimez-vous Brahms..., Paris 1959) von Françoise Sagan.
Das musikalische Hauptmotiv des Filmes ist der Symphonie Nr. 3 von Johannes Brahms, dem dritten Satz Poco allegretto entlehnt. Auch die Melodie des Filmliedes „Good bye again“ rührt daher. Die Musik, die erklingt, als Paula im Konzertsaal der ersten Begegnung mit Roger nachsinnt, stammt aus der Symphonie Nr. 1, dem Allegro non troppo des Finalsatzes.

## Handlung des Films
Paula, 40, Innenarchitektin in Paris, und Roger, ein Landmaschinenhändler, sind seit fünf Jahren ein Paar. Beide hatten sich vor Jahren geeinigt, nicht heiraten zu wollen und dass jeder in der Beziehung tun könne, was er will. Diese moderne Einstellung lebt Roger in vielen kleinen Affären mit jungen Frauen aus. Paula merkt jedoch, dass sie Rogers Untreue auf Dauer stört; sie erwartet mehr von einer Beziehung, als nur gelegentliches Ausgehen. Sie lernt im Hause einer Kundin deren 25-jährigen Sohn Philip, einen Jura-Assessor ohne berufliche Ambitionen, kennen. Philip verliebt sich sofort in Paula, aber sie nimmt seine Liebe zunächst nicht ernst. Für sie ist der Altersunterschied zwischen beiden zu groß. Sie trifft sich dennoch öfters mit Philip und ist von seinen Umwerbungen geschmeichelt. Sie begibt sich in eine Liebesbeziehung mit Philip und er darf in ihre Wohnung ziehen. Nach zwei Monaten stellt Paula fest, dass sie Roger noch immer liebt und sie sich eine Zukunft mit Philip auch wegen des Altersunterschiedes nicht vorstellen kann. Roger bittet Paula zurückzukommen und verspricht ihr, sie zu heiraten, was er dann auch tut. Paula hofft, dass Roger nun seine Affären beendet, doch nach kurzer Zeit ahnt sie, dass er sich weiterhin mit jungen Frauen trifft.

## Hintergründe
Der Film entstand nur ein Jahr nach dem Erscheinen des Buches von Françoise Sagan. Litvak wollte die Rolle der Paula von Anfang an mit Ingrid Bergman besetzen. Bergman willigte sofort ein, weil ihr das Anliegen – die Liebe zwischen einer älteren Frau und einem jüngeren Mann zu thematisieren – sehr wichtig war. Bergman, die Ende der 40er Jahre wegen ihrer Liebesbeziehung zu Roberto Rossellini von der amerikanischen Öffentlichkeit gerügt wurde, sah in der Rolle eine Möglichkeit, die verkrusteten Moralvorstellungen der bürgerlichen Gesellschaft in Frage zu stellen.
„Goodbye again“ singt Diahann Carroll in dem Film in einer Bar. Der deutsche Titel „Lieben Sie Brahms?“ ist neben der wörtlichen Übersetzung des französischen Buchtitels auch die Frage Philips an Paula, als er sie zu einem Brahms-Konzert einladen möchte.
Im Prinzip nimmt der Film bereits das damalige Tabuthema der Beziehung zwischen einer älteren Frau und einem jüngeren Mann vorweg, das 1968 dem Film Die Reifeprüfung zu sensationellem Erfolg verhalf, allerdings in weniger drastischen Bildern.

## Kritiken
„Elegant inszenierte, in der Auslotung der Konflikte jedoch an der Oberfläche bleibende Verfilmung eines Romans von Francoise Sagan, die sich in erster Linie auf das bemerkenswerte Spiel der Hauptdarsteller stützt.“

Der größte Vorteil des Films ist paradoxerweise auch sein größter Nachteil: Ingrid Bergman, mit 46 auf einem Höhepunkt ihres Lebens, ist zu attraktiv um plausibel die problematische Situation einer alternden Frau darzustellen.

„Nach dem Roman der Sagan recht herkömmlich als gepflegte Unterhaltung gestaltet. Resignierender Nihilismus. Für Erwachsene mit Vorbehalt.“

## Synchronisation
- Ingrid Bergman: Marianne Kehlau
- Anthony Perkins: Reinhard Glemnitz
- Yves Montand: Ivan Desny

## Auszeichnungen
- 1961: Ehrung als Bester Schauspieler für Anthony Perkins auf den XIV. Filmfestspielen in Cannes.